# Nova Brasília

Nova Brasília ligger i kommunen Aparecida de Goiânia, vars läge i Goiás är här markerat.

Nova Brasília är ett distrikt i centrala Brasilien och ligger i delstaten Goiás. Distriktet tillhör kommunen Aparecida de Goiânia, vilken i sin tur är en del av Goiânias storstadsområde. Folkmängden uppgår till cirka 300 000 invånare.

## Befolkningsutveckling
| Område                        | Areal (km²)   | Invånarantal 1 augusti 2000 | Invånarantal 1 augusti 2010 |
| ----------------------------- | ------------- | --------------------------- | --------------------------- |
| Kommunen Aparecida de Goiânia | 288,34        | 336 392                     | 455 657                     |
| ...varav Nova Brasília        | Ingen uppgift | 224 906                     | 298 002                     |